# Drano
Drano liegt am Luganersee auf italienischem Boden, zwanzig Autominuten von der Schweizer Grenze entfernt.

## Geographie
Das Dorf gehört zur Gemeinde Valsolda. Es gibt viele Ferienhäuser, der Tourismus ist das Hauptgeschäft. Drano ist von Porlezza her mit dem Auto in zwanzig Minuten über eine Hauptstraße erreichbar.
Seine grenzende Fraktionen an den Berghängen sind: Dasio (Valsolda), Loggio, Puria und Castello.

## Geschichte
Drano mit Loggio war eine antike Gemeinde der Milanese. Die Gemeinden Drano und Loggio, die zu den zwölf Ländern des Valsolda gehörten und somit der Jurisdiktion der Erzbischöfe von Mailand unterstanden waren bereits im 13. Jahrhundert mit eigenen Vertretern im Generalrat des Tals vertreten, wie aus dem Text der Talstatuten hervorgeht. Die beiden Gemeinden schlossen sich bereits in der zweiten Hälfte des 16. Jahrhunderts zu einer einzigen Gemeinde zusammen, wie aus einer öffentlichen Urkunde vom 20. Juli 1582 hervorgeht, die vom Notar Marco Antonio Bellino verfasst wurde. Die Urkunde enthält das Protokoll des Rates der Gemeinden und Männer von Valsolda, an dem Bernardo Muttonus, Giovanni Vesetus, Geronimo Pisolus, „consiliarij comunis et hominum locorum Logij et Drani“ teilnahmen.
Während der spanischen Herrschaft hatte die Gemeinde, wie alle anderen im Tal, nur begrenzte Befugnisse, da die praktischen Erfordernisse des gemeinsamen Lebens dazu geführt hatten, dass die meisten öffentlichen Funktionen vom allgemeinen Rat von Valsolda gemeinsam verwaltet wurden. Im 1786 Drano gehörte fünf Jahre lang zur Provinz Como und wechselte dann in 1791, in 1797 und in 1798 immer wieder den Verwaltungsbezug. Im Jahr 1799 zählte sie 99 Seelen und wurde im Jahr 1801 endgültig unter Como eingegliedert.
Die seit 1797 mit der Ankunft der französischen Revolutionsarmeen unterdrückte Gemeinde fand bald ihre administrative Einheit durch den Zusammenschluss aller Gemeinden zu einer einzigen Einheit bei der Proklamation des Königreichs Italien im Jahre 1805.
Die Rückkehr des Österreichischen Kaiserreichs bedeutete jedoch die Auflösung aller Unionen, und für Loggio begann mehr als ein Jahrhundert der getrennten Verwaltung. Es war das faschistische Regime, das im Jahr 1928 beschloss, die Gemeinde endgültig abzuschaffen, die alte Einheit des Tals wiederherzustellen und die Commune della Valsolda zu schaffen.

## Sehenswürdigkeiten
- In Drano befindet sich das Oratorium, das heute den Heiligen Unschuldigen geweiht ist, früher aber dem Heiligen Simonino gewidmet war, der auf einem Altarbild am Hochaltar glorreich dargestellt ist. Das im 18. Jahrhundert von einem wohlhabenden Turiner Bauunternehmer errichtete Gebäude beherbergt auch Gemälde aus dem 18. Jahrhundert, die eine Verkündigung, eine Heilige Familie und eine Madonna zwischen Heiligen sowie ein Porträt des Heiligen Karl Borromäus über dem Eingang zeigen.[3]

## Persönlichkeiten
- Familie Pezzi
  - Pietro Pezzi (* um 1690 In Drano; † nach 1740 ebenda ?), Baumeister an der Basilika von Superga[4]
  - Domenico Pezzi (* um 1700 in Puria; † nach 1740 ebenda ?), Bauunternehmer schuf zusammen mit Carlo Croppi in Turin[5]
  - Giovanni Antonio Pezzi (* um 1700 in Puria; † nach 1736 ebenda ?), Sohn von Carlo, Baumeister und Stuckateur tätig zusammen mit Pietro Pezzi und Pietro Filippo Somazzo in Turin[6]